# 567010 Kanyósándor
567010 Kanyósándor è un asteroide della fascia principale. Scoperto nel 2011, presenta un'orbita caratterizzata da un semiasse maggiore pari a 2,7428421 au e da un'eccentricità di 0,1056216, inclinata di 9,51660° rispetto all'eclittica.